# Михайло Педченко
Михайло Михайлович Педченко — український науковець, кандидат технічних наук, доцент. Провідний український дослідник-експериментатор з газорідратної проблематики.
Коло наукових інтересів: Методика встановлення рівноважних параметрів гідратоутвоення по на основі оптичних ефектів на міжфазній поверхні. Розробка родовищ природного бітуму (бітумних пісків) на основі технології свердловинного гідровидобутку.
Технологічні рішення для реалізації технології NGH для транспортування та зберігання газу у формі газових гідратів.
Технології розробки морських газогідратних покладів.

## Творча біографія
Освіта:
- Інженер — технолог за спеціальністю «Хімічна технологія палива і вуглецевих матеріалів», Український державний хіміко-технологічний університет
- Магістр за спеціальністю «Нафтогазова інженерія та технології», Національний університет «Полтавська політехніка імені Юрія Кондратюка»

У 2013 році захистив кандидатську дисертацію: Теоретичні та експериментальні дослідження процесу гідратоутворення вуглеводневих газів у реакторах струминного типу
Учасник Програми міжнародного співробітництва TEMPUS, проект «Інноваційна міжнародна мережа для розвитку співпраці з підприємствами» (2012). Представлено проект «Технологія виробництва льодогазогідратних блоків з метою транспортування і зберігання вуглеводневих газів».
Працює у доцентом кафедри нафтогазової інженерії та технологій, Національний технічний університет "Полтавська політехніка імені Юрія Кондратюка.

## Творчий доробок
Автор близько 200 фахових публікацій.
Основні роботи
- Педченко М. М. Гідратоутворення вуглеводневих газів. Монографія / М. М. Педченко за ред. В. С. Білецького // — Полтава: ПолтНТУ, 2014. — 186 с.
- Газогідрати. Гідратоутворення та основи розробки газових гідратів: Монографія. / В. І. Бондаренко, М. М. Педченко та ін. — Дніпропетровськ: Літограф. 2015. — 219 с.
- Traditions and innovations of resource-saving technologies in mineral mining and processing. Multi-authoredmonograph. — Petroșani, Romania: UNIVERSITAS Publishing, 2019. — 424 р. / Pedchenko, L.А., Zotsenko, N.L. Pedchenko М. М. Rheological properties hydrates of the hydrocarbon gases. — Р. 317—329.
- Modernization and engineering development of resource-saving technologies in mineral mining and processing. Multi-authored monograph. — Petroșani, Romania: UNIVERSITAS Publishing, 2019. — 476 р. / Pedchenko N.М., Nesterenko T.M., Pedchenko L.А., Pedchenko М. М. Improve the efficiency of gas hydrate technology for gas offshore deposits transportation. — Р. 456—475.

## Нагороди, відзнаки
- Нагороджений грамотою як автор винаходів-переможців Всеукраїнського конкурсу «Винахід-2012» у номінації «Кращий винахід — 2012 року у Полтавській області»